# Avienus
Rufus Festus Avienus, omkring 370 e.Kr., var en romersk poet.
Avienus tillhörde en förnäm släkt och blev två gånger prokonsul. Han översatte till latin i grekiska och astronomiska lärodikter på hexameter av Aratos och Dionysios Periegetes från grekiska och utarbetade efter delvis mycket gamla källor en kustbeskrivning, Ora maritima på jambiskt versmått, av vilken ett större brottstycke behandlade kuststräckan från Gades till Massilia finns bevarad.
Asteroiden 12161 Avienius är uppkallad efter honom.